# Област Таго
Област Таго (多胡郡 Tago-gun), је бивша област која се налази у префектури Гунма, Јапан. Делови савремених градова Такасаки и Фуџиока су раније били у округу. 
Област Таго је име једног од древних округа Провинције Козуке, наведених још у "Шоку Нихонги" 711. године. Модерна област Таго је формирана 7. децембра 1878. године са реорганизацијом Гунма префектуре у округе. Имала је 19 села, којима је директно управљао Шогунат Токугава, седам села су део феудалне области Јоши и три села која су део феудалне области Обама. Са успостављањем система општина 1. априла, 1889. године подручје је организовано као једна варош (Јоши) и три села. 
1. априла 1896. године, област је спојена са областима Минамиканра и Мидоно и формирана је област Тано